# Белявский, Юзеф (поэт)
Юзеф Белявский (1739—1809, Варшава) — польский поэт и театральный деятель. В период правления короля Станислава Августа был одним из придворных поэтов и постоянным участником так называемых «обедов по четвергам» — устраивавшихся монархом регулярных встреч польских интеллектуалов.

## Биография
Биографических сведений о жизни Белявского сохранилось мало. Был незаконнорождённым сыном гетмана Михала Юзефа Массальского и еврейки, чьё имя не установлено;. При дворе оказался не позднее конца правления короля Августа III; в 1764 году имел звание флигель-адъютанта Великого княжества Литовского, впоследствии дослужился до генерал-адъютанта. Известно также, что в 1768 году он посещал Париж, в 1781 году вернулся в этот город и прожил там семь лет; сохранились его письма этого периода, обращённые к польскому королю Станиславу Августу и содержащие в основном просьбы о финансовой поддержке. С июля по декабрь 1796 года Белявский жил при королевской резиденции в городе Гродно. Скончался в Варшаве 1809 году в полной нищете. Точные даты его рождения и смерти не установлены: так, годом рождения в источниках обычно указывается 1739, хотя в ряде изданий — 1729 и 1740.
Белявский считается одним из основателей польского национального театра. В частности, его усилиями в 1764 году в Варшаве было начато строительство общедоступного театра. Премьерной постановкой в его репертуаре стала 19 ноября 1765 года пьеса «Natręci» (адаптированный перевод комедии «Докучные» Мольера), роли в которой исполняли актёры, составившие впоследствии первую профессиональную театральную труппу Речи Посполитой. До января 1766 года Белявский занимал должности режиссёра и директора театра, затем — после ссоры с коллегами — временно отошёл от работы, но уже летом того же года поставил там собственную комедию «Dziwak». Осенью 1766 года на него подали в суд за попытку соблазнить замужнюю актрису, после чего он был вынужден уйти из театра.
Творчество Белявского представлено в основном панегириками и патриотической лирикой, хотя его перу принадлежат стихи и на другие темы; к числу наиболее известных его произведений относятся поэмы «Rzeź Humańska» и «Triumf Warszawy pod naczelnictwem Tadeusza Kościuszki» (1794). Значительное количество стихотворений Белявского было опубликовано в издании «Zabawy Przyjemne i Pożyteczne».
В среде своих образованных современников-земляков Белявский имел репутацию бесталанного поэта, а его творчество часто подвергалось злым насмешкам. Некоторые стихотворцы, в том числе Томаш Венгерский и Станислав Трембецкий, вели с ним заочные поэтические «дуэли», хотя последний впоследствии несколько раз заступался за него, а сам Белявский даже публиковал отдельные свои произведения под его именем.